# Anderson Costa
Anderson Costa (* 13. März 1984 in Rio de Janeiro, Brasilien) ist ein brasilianischer Fußballspieler.
Anderson Costa kam in der Winterpause für 1,5 Mio. Euro vom brasilianischen Fußballklub „SE Vasco da Gama“ zum kroatischen Fußballklub NK Dinamo Zagreb. Er war brasilianischer U-20-Nationalspieler und galt zu diesem Zeitpunkt als großes Sturmtalent. Nach eher durchschnittlichen Leistungen in der kroatischen Liga wechselte er auf Leihbasis in der Winterpause 2006/07 zu dem portugiesischen Erstligisten Vitória Guimarães. Nach einem kurzfristigen Aufenthalt in Portugal erfolgten weitere Wechsel, über Aris Thessaloniki zurück nach Brasilien zu EC Bahia.